# Апшеронская каменная колея

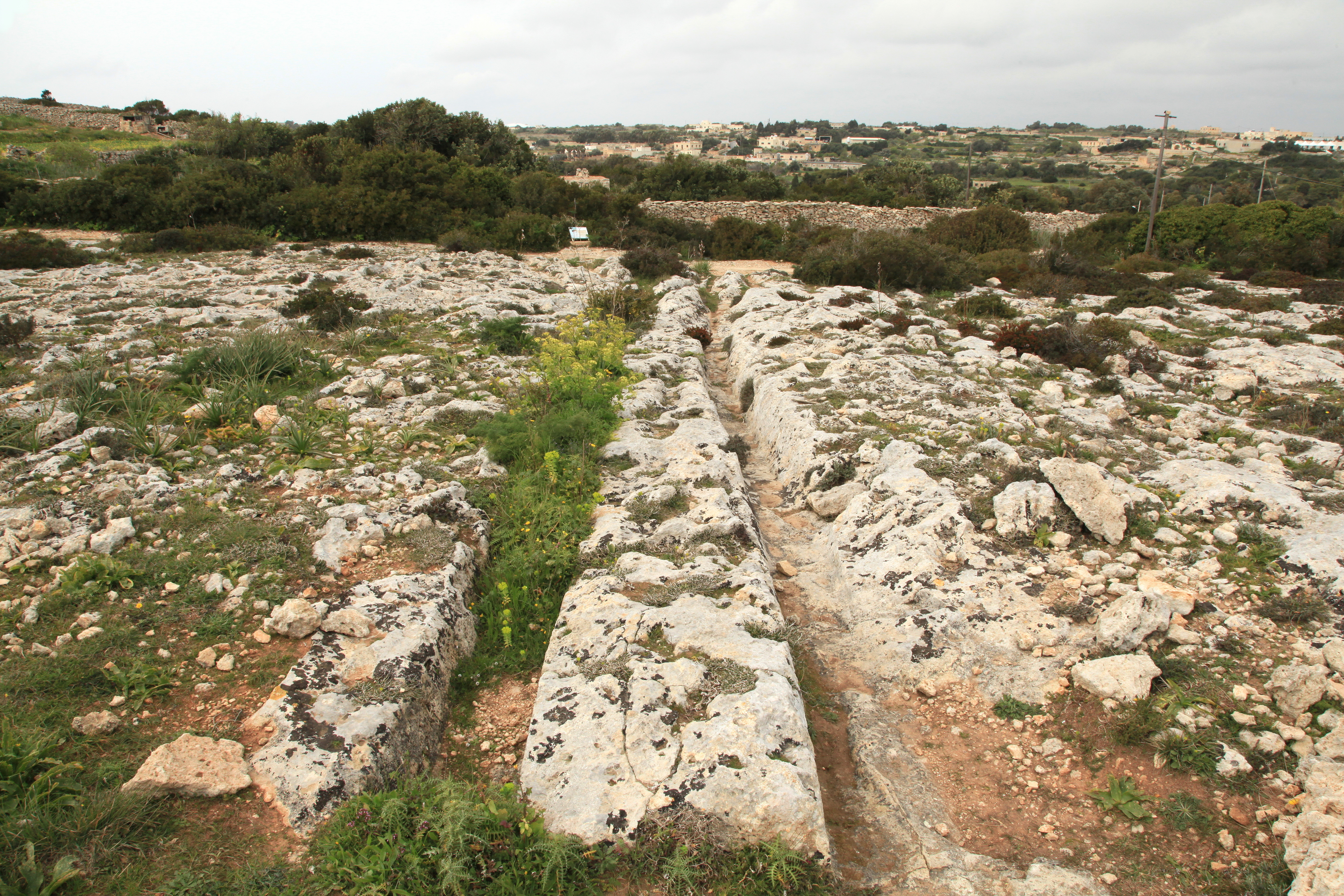
Каменная колея (мальтийский аналог)

Апшеро́нская ка́менная колея́ — протяжённые углубления в камне, похожие на параллельные следы колёс, на Апшеронском полуострове в Азербайджане, вблизи населенных пунктов Тюркан, Говсан, Нардаран, Дубенди, Гала и Сураханы. Описывались, в частности, азербайджанскими историками Бакихановым и Ашурбейли.

## Общие сведения
Апшеронская каменная колея представляет собой древние мегалитические образования. Они предположительно возникли в 5000—4000 годах до н. э. На Апшеронском полуострове встречаются достаточно часто, фактически пересекая его с севера на юг, причём как по суше, так иногда по берегам и уходя под воду.
По своему виду это множественные протяжённые углубления на скальной поверхности, похожие на параллельные следы колёс. Каждая такая каменная дорога состоит из 2—3, а в некоторых случаях до пяти и более следов, глубиной от 5 до 50 см.
Многие из них в настоящее время разрушены, но имеются отдельные сохранившиеся участки длиной до нескольких сот метров. В частности, например, в пригородах Баку, между посёлками Говсан и Тюркан, а также у посёлков Дюбенди, Гала, Сураханы и на острове Бёюк-Зиря.
В XIX веке азербайджанский историк Аббас Кули-ага Бакиханов отмечал, что «…в Бакинском уезде в деревнях Бильгях, Зиря, Биби-Эйбат и других, также и на некоторых островах видны на скалах остатки следов колёс, идущих далеко в море». Подобные упоминания о следах колеи двухколесной арбы близ посёлков Бильгях и Нардаран имеется и у известной исследовательницы Сары Ашурбейли.
Аналогичные колеи существуют в бассейне Средиземного моря. Это Франция, Испания, Греция, Турция, Хорватия, Италия. Широко распространены на двух из трёх островов мальтийского архипелага: это Мальта и Гозо, где они стали туристической достопримечательностью, как, например, Мисрах Гар Ил-Кбир.
Есть они и на других средиземноморских островах: Сицилия, Сардиния, Менорка из Балеарских островов, Крит, Кипр, Андрос из Эгейских островов. Колеи имеются также в Крыму, Болгарии, Венгрии, Австрии, Швейцарии, Германии, Португалии, а также почти на всех островах Азорского архипелага, в Мексике и Бразилии.

## Каменные дороги Апшерона
Академик Ленц, посетивший Баку в 1830 году, зафиксировал первые сведения о каменных дорогах Апшерона в письменных источниках. Исследуя остров Большая Зира, он описывает следы телеги, прорезанные в скалах. Он отмечает, что каменные дороги тянутся в воду в сторону села Шых, или самой южной точки Бакинской бухты, шихский язык.
О каменных дорогах писал и Аббас-Кули-ага Бакиханов, который когда-то работал здесь в археологическом отряде. Он пишет:
В Бакинском районе, в Бильгях, Зире, Бибиэйбате и других селах, а также на некоторых островах на скалах можно увидеть остатки следов шин, идущих к морю.
Историк Сара Ашурбейли также отметила, что на скале Умид, которая находится недалеко от сел Бильгях и Нардаран, в сторону моря тянутся колеи двухколесной повозки.
В XX веке эти дороги были обнаружены в «Курганской пустыне», расположенной между Говсаном и Тюрканом, а позже в районе Дубенди, Галы и Сураханы. Говорят, что раньше в парке Шалали за кабинетом министров в Баку было несколько таких дорог.
Каменные дороги на Апшероне также проходят вблизи мест древних гробниц и храмов, как и каменные дороги вокруг Мальты и Средиземного моря. Каменные дороги вокруг Тюркана были обнаружены археологами ещё в нашей эры. Он проходит мимо курганов и местности с древним поселением, датируемым III—II тысячелетиями. Каменные дороги в Дубанди тянутся к острову Пираллахи. В то же время такие же каменные дороги можно найти возле пристани Нардаран и храма Бибиэйбат. Рядом с Девичьим замком можно увидеть лишь остатки каменных дорог.
Одной из общих черт дорог Мальты и Апшерона является то, что в обоих местах каменные дороги ведут к морю. Некоторые участки каменных дорог на островах и побережьях Средиземного моря затоплены и продолжаются на большой глубине по морскому дну. Это показывает, что каменные дороги были созданы в период, когда уровень морей и океанов был очень низким. Кроме того, сходство дорог, расположенных в Средиземном и Каспийском морях, а также то, что они тянутся в одном направлении, свидетельствует о том, что они были созданы примерно в один и тот же период. Мальтийские исследователи отметили, что расположенные там дороги были созданы в V—IV тысячелетиях до нашей эры.

### Разрушение каменных дорог
На протяжении десятилетий многие каменные дороги Апшерона разрушались в результате проведения строительных работ и создания каменоломней. Основная причина в отсутствии их регистрации как археологических памятников. Так например, дороги, расположенные возле памятников «Курганская пустыня» и «Городище Тюркан», были разрушены в июне 2022 года действующей в этом районе компанией.
В июле 2022 года министр культуры Азербайджана Анар Керимов осмотрел исторические памятники «Курганская пустыня», «Городище Тюркан» и «Каменные дороги» и дал указания по сохранению памятников. Оставшиеся дороги были огорожены.

## Гипотезы происхождения
Единая принятая научным сообществом точка зрения на происхождение подобных следов отсутствует. Версий достаточно много. Например, что колеи использовались в мелиоративных целях — для сбора дождевой воды.
Достоверно в настоящее время можно лишь очертить круг установленных фактов. Это:
- Следы в скалах не могли быть сделаны колёсами известных ныне повозок, так как их число часто нечётно, а расстояние между ними на различных участках может меняться. Кроме того, края следов вертикальны, а колёса после ряда проездов придали бы им форму трапеции.
- Колеи были созданы искусственно, так как они имеют следы обработки на своих вертикальных стенках и практически параллельны.

## Галерея

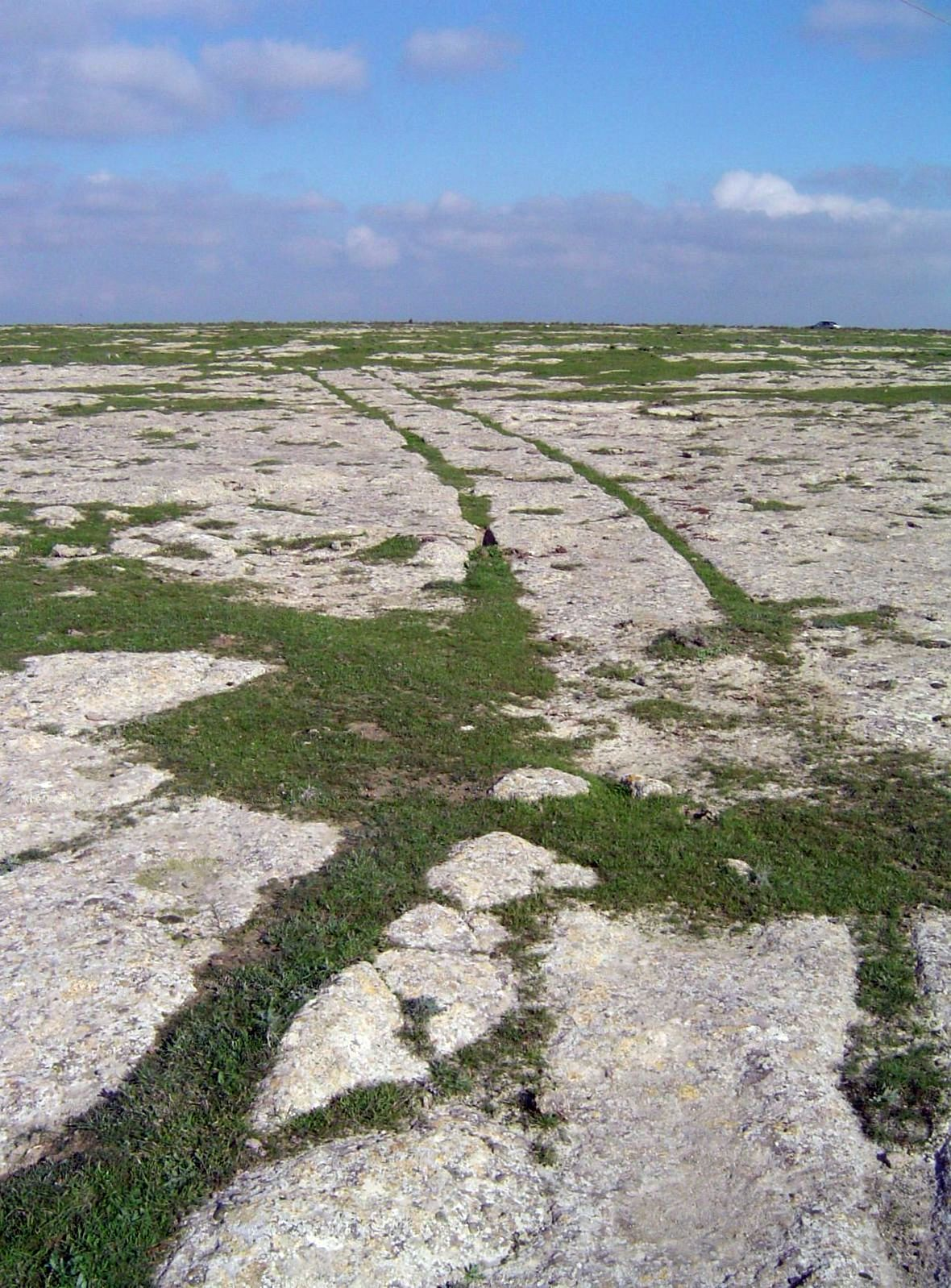
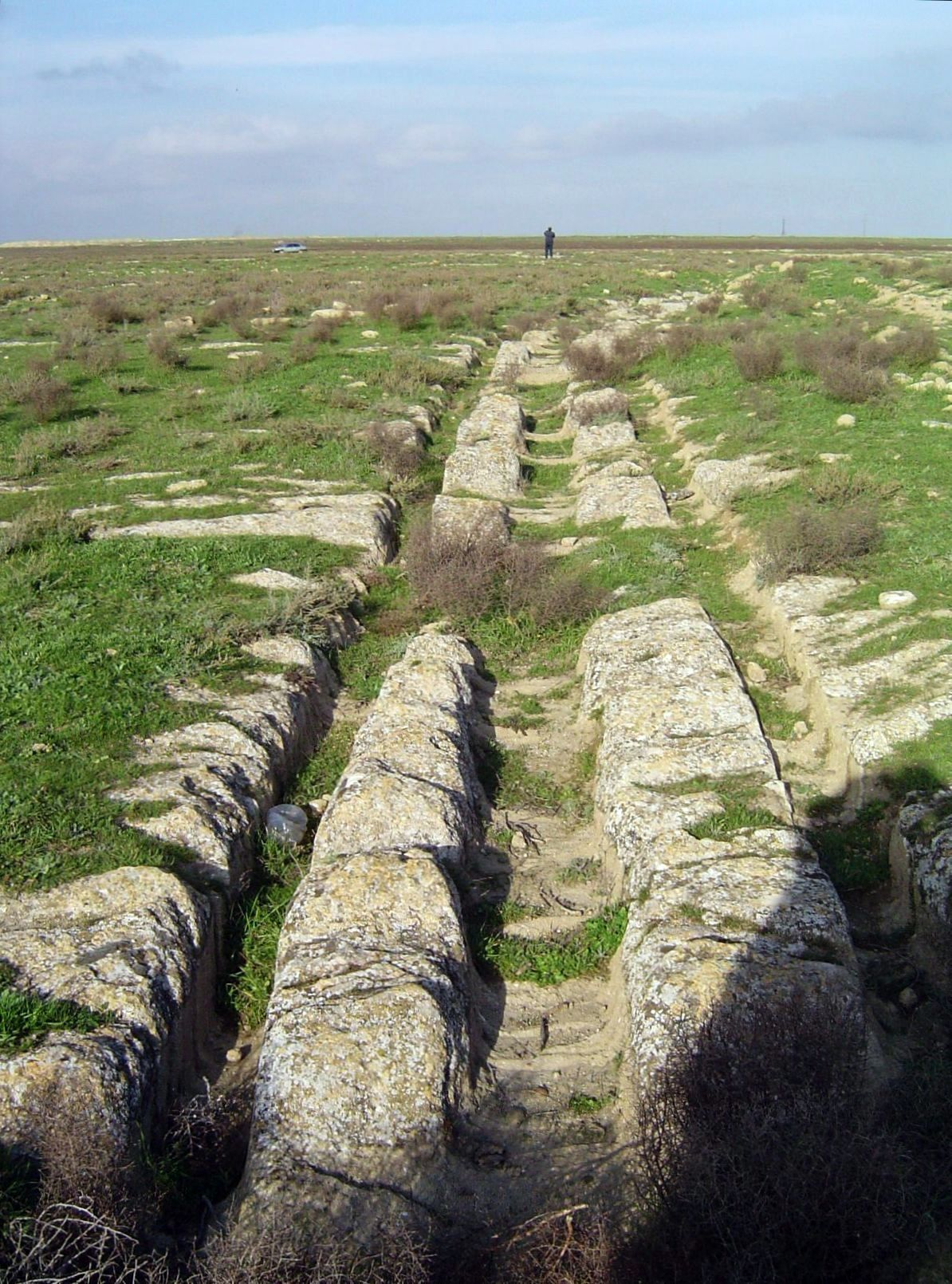
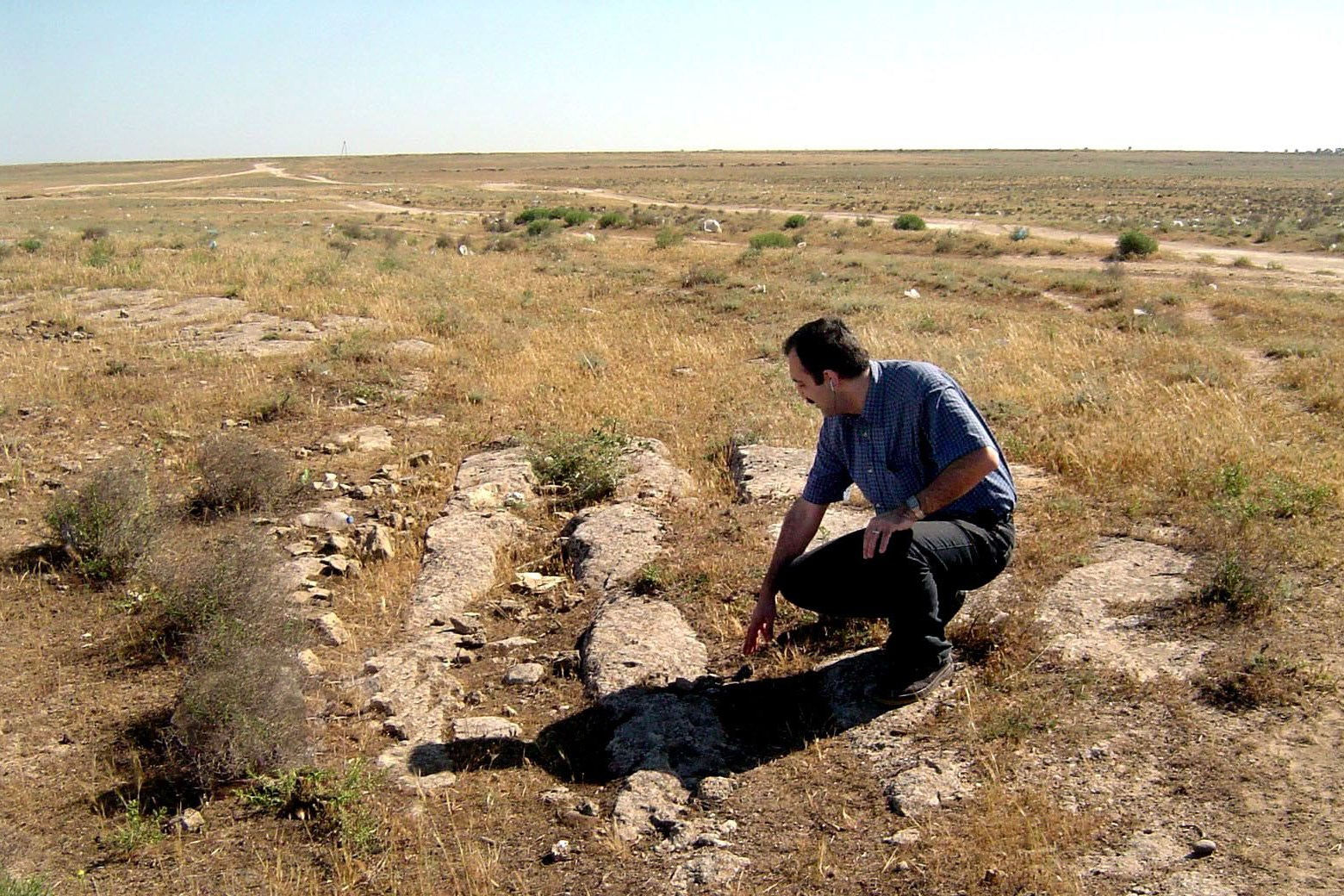
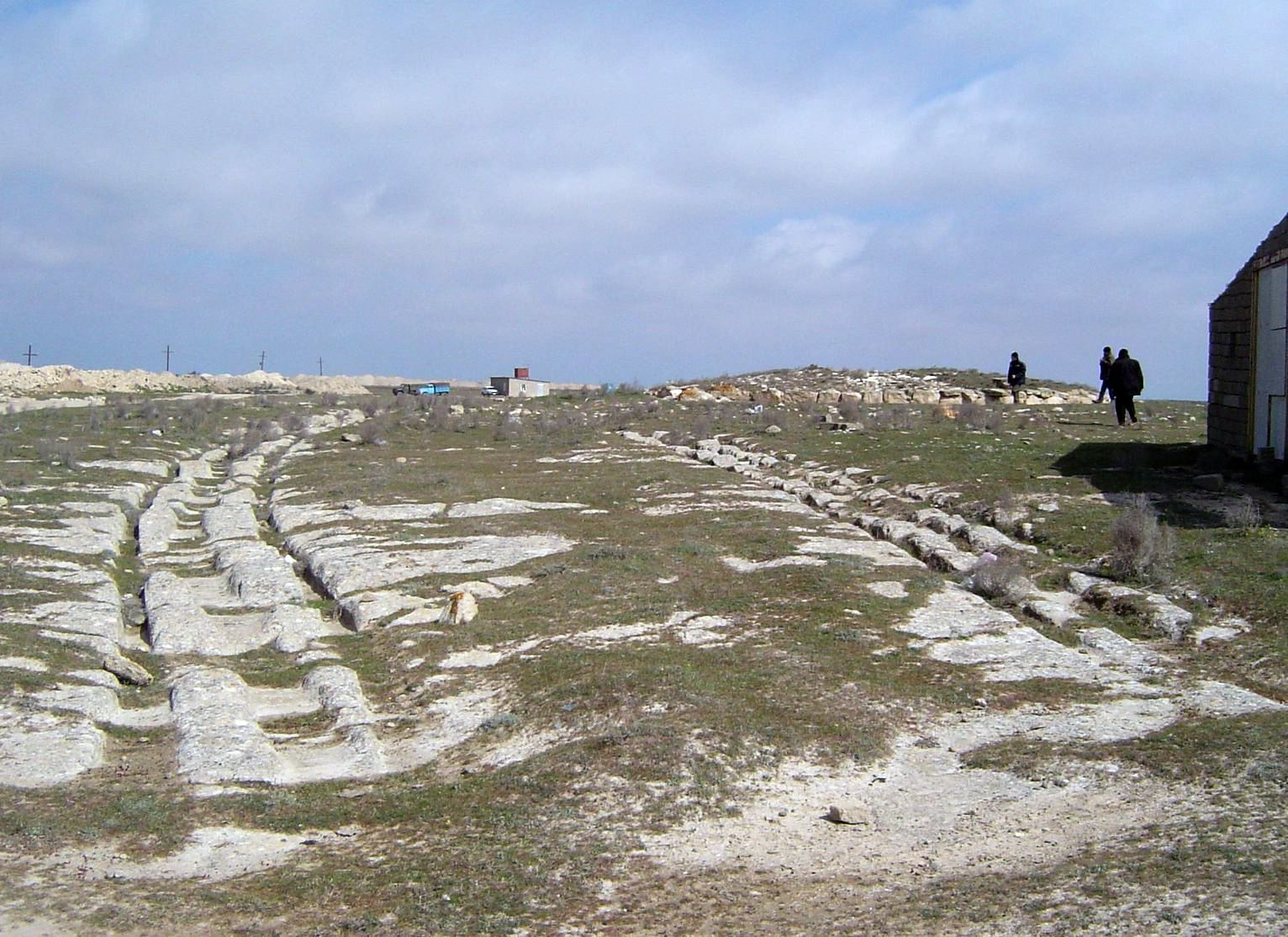
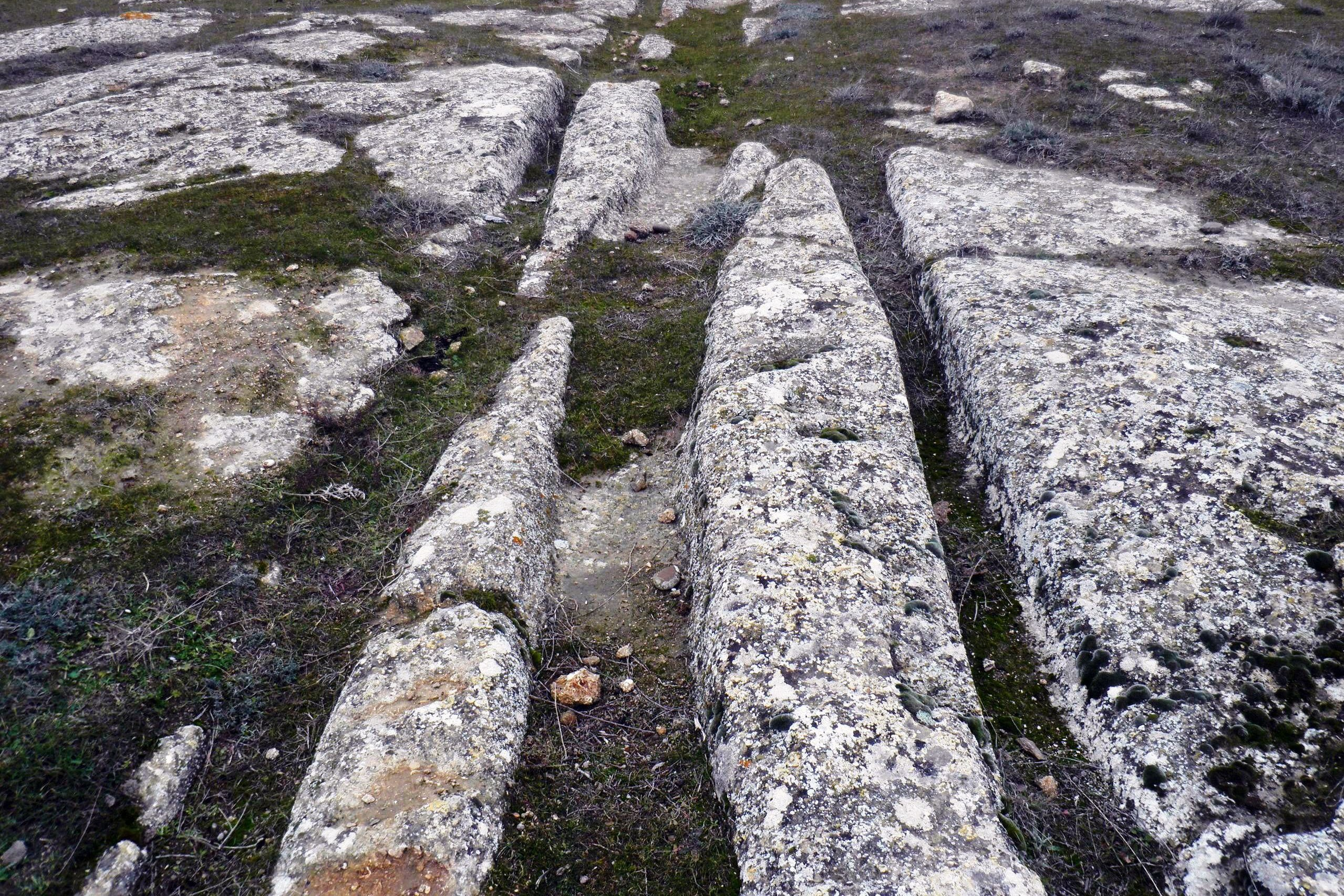
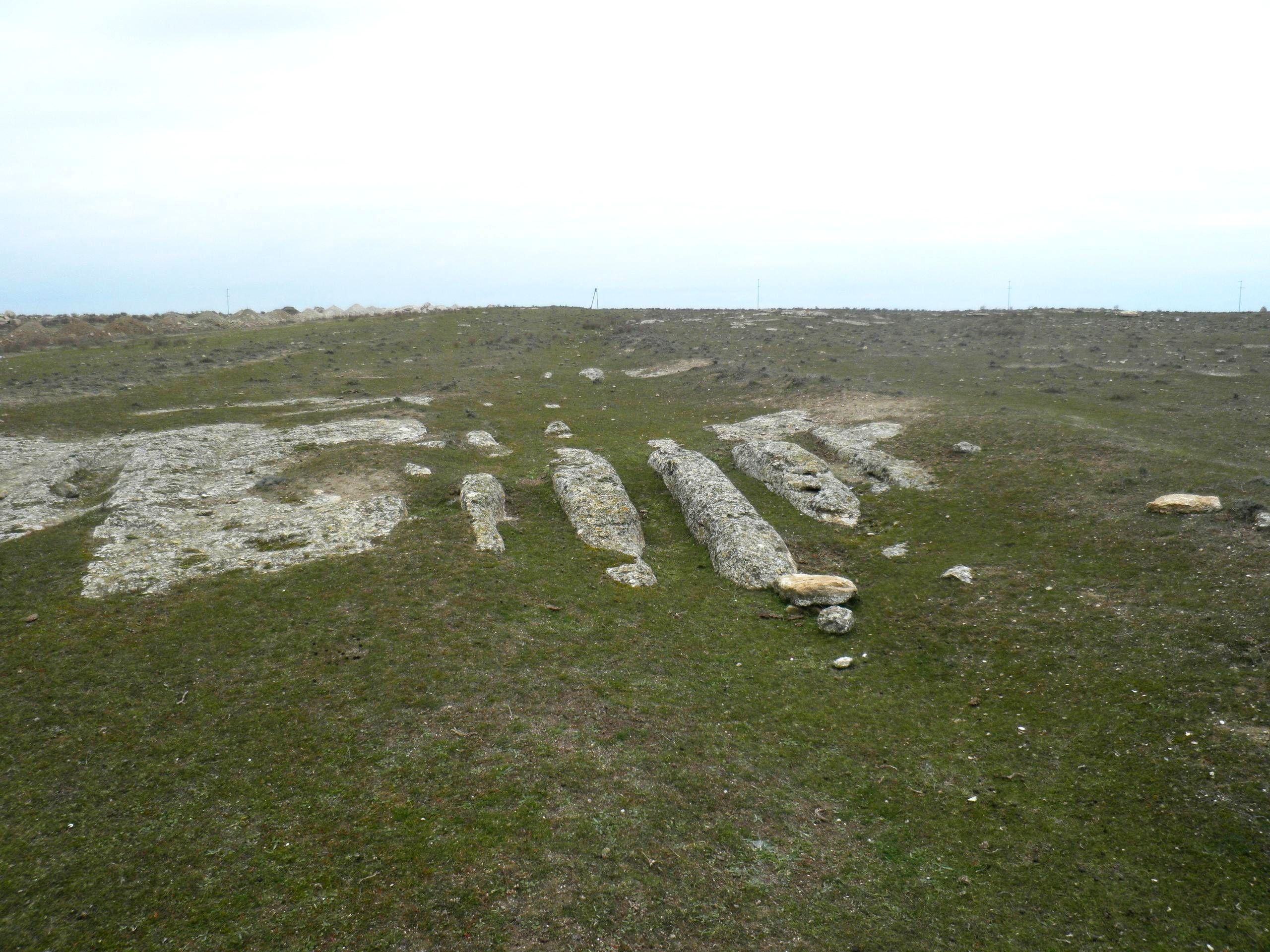